# Прости глаголски облици
Прости глаголски облици су глаголски облици који се састоје од једне ријечи. Граде се од инфинитивне (аористне) или презентске основе додавањем наставака за облик (вријеме, односно начин) и лице на те основе.
Списак простих глаголских облика:
- Презент
- Императив
- Глаголски прилог садашњи
- Глаголски прилог прошли
- Имперфекат
- Трпни глаголски придјев
- Радни глаголски придјев
- Аорист
- Инфинитив[а]